# Polkton
Polkton är en kommun (town) i Anson County i North Carolina. Ortnamnet hedrar grundaren Leonidas L. Polk vars ursprungliga namnförslag var Luneville. I stället för Luneville användes namnet Pineville innan det blev Polkton. Polk var en av Populistpartiets grundare och en tänkbar kandidat inför presidentvalet 1892 men han dog före valet och kunde därför inte nomineras. Vid 2020 års folkräkning hade Polkton 2 250 invånare.